# Natação nos Jogos Olímpicos de Verão de 2020 - Revezamento 4x100 m medley feminino
A competição do revezamento 4x100 m medley feminino da natação nos Jogos Olímpicos de Verão de 2020 foi disputada em 30 de julho e 1 de agosto de 2021 no Centro Aquático, em Tóquio. Um total de 79 nadadoras de 16 Comitês Olímpicos Nacionais (CON) participaram do evento.

## Qualificação
As doze melhores equipes neste evento no durante o Campeonato Mundial de Esportes Aquáticos de 2019 se classificaram para as Olimpíadas. Outras quatro equipes se classificaram por terem os tempos mais rápidos em eventos de qualificação aprovados durante o período entre 1º de março de 2019 a 30 de maio de 2020.

## Formato
A competição consiste em duas rodadas: preliminares e final. As equipes com os oito melhores tempos nas baterias preliminares avançam a final. Desempates (swim-offs) são utilizados conforme necessário para quebrar os empates de avanço a próxima rodada.

## Calendário
Horário local (UTC+9)
| Data                | Horário | Fase         |
| ------------------- | ------- | ------------ |
| 30 de julho de 2021 | 20:55   | Preliminares |
| 1 de agosto de 2021 | 11:15   | Final        |

## Medalhistas
|  | AUS Austrália                                                                                                 |  | USA Estados Unidos                                                                                       |  | CAN Canadá                                                                            |
|  | Kaylee McKeown Chelsea Hodges Emma McKeon Cate Campbell Mollie O'Callaghan* Emily Seebohm* Brianna Throssell* |  | Regan Smith Lydia Jacoby Torri Huske Abbey Weitzeil Erika Brown* Claire Curzan* Lilly King* Rhyan White* |  | Kylie Masse Sydney Pickrem Maggie Mac Neil Penny Oleksiak Taylor Ruck* Kayla Sanchez* |

*Participaram apenas das eliminatórias, mas também receberam medalhas.

## Recordes
Antes desta competição, os recordes mundiais e olímpicos da prova eram os seguintes:
| Tipo | Atleta | Tempo   | Local   | Data                |
| ---- | --- | ------- | ------- | ------------------- |
|      | USA Estados Unidos Regan Smith (57.57) Lilly King (1:04.81) Kelsi Dahlia (56.16) Simone Manuel (51.86)        | 3:50.40 | Gwangju | 28 de julho de 2019 |
|      | USA Estados Unidos Missy Franklin (58.50) Rebecca Soni (1:04.82) Dana Vollmer (55.48) Allison Schmitt (53.25) | 3:52.05 | Londres | 4 de agosto de 2012 |

Os seguintes recordes mundiais e/ou olímpicos foram estabelecidos durante esta competição:
| Data                | Evento | Atleta                                                                                                  | Tempo   | Notas            |
| ------------------- | ------ | --- | ------- | ---------------- |
| 1 de agosto de 2021 | Final  | AUS Austrália Kaylee McKeown (58.01) Chelsea Hodges (1:05.57) Emma McKeon (55.91) Cate Campbell (52.11) | 3:51.60 | Recorde olímpico |

## Resultados

### Preliminares
As equipes com as oito primeiras colocações, independente da bateria, avançam a final.
| Pos. | Bateria | Raia | CON                | Nadadoras | Tempo   | Notas |
| ---- | ------- | ---- | ------------------ | --- | ------- | ----- |
| 1    | 2       | 5    | CAN Canadá         | Taylor Ruck (59.64) Sydney Pickrem (1:07.03) Maggie Mac Neil (55.82) Kayla Sanchez (52.68)                         | 3:55.17 | Q     |
| 2    | 2       | 4    | USA Estados Unidos | Rhyan White (59.19) Lilly King (1:05.51) Claire Curzan (57.65) Erika Brown (52.83)                                 | 3:55.18 | Q     |
| 3    | 1       | 4    | AUS Austrália      | Emily Seebohm (59.37) Chelsea Hodges (1:06.16) Brianna Throssell (57.51) Mollie O'Callaghan (52.35)                | 3:55.39 | Q     |
| 4    | 1       | 3    | ITA Itália         | Margherita Panziera (1:00.55) Arianna Castiglioni (1:05.26) Elena Di Liddo (56.74) Federica Pellegrini (53.24)     | 3:55.79 | Q,    |
| 5    | 2       | 6    | SWE Suécia         | Michelle Coleman (1:00.73) Sophie Hansson (1:05.61) Louise Hansson (56.79) Sarah Sjöström (53.10)                  | 3:56.23 | Q     |
| 6    | 1       | 2    | JPN Japão          | Anna Konishi (59.75) Kanako Watanabe (1:06.34) Rikako Ikee (57.50) Chihiro Igarashi (53.58)                        | 3:57.17 | Q     |
| 7    | 2       | 3    | ROC                | Anastasia Fesikova (1:00.26) Yuliya Yefimova (1:06.31) Svetlana Chimrova (56.95) Maria Kameneva (53.84)            | 3:57.36 | Q     |
| 8    | 1       | 6    | CHN China          | Chen Jie (1:00.62) Tang Qianting (1:05.73) Yu Yiting (57.84) Wu Qingfeng (53.51)                                   | 3:57.70 | Q     |
| 9    | 1       | 5    | GBR Grã-Bretanha   | Cassie Wild (1:01.10) Sarah Vasey (1:06.49) Harriet Jones (57.95) Freya Anderson (52.58)                           | 3:58.12 |       |
| 10   | 2       | 2    | NED Países Baixos  | Kira Toussaint (58.99) Tes Schouten (1:09.98) Maaike de Waard (58.01) Femke Heemskerk (52.91)                      | 3:59.89 |       |
| 11   | 1       | 7    | GER Alemanha       | Laura Riedemann (1:00.45) Anna Elendt (1:06.17) Lisa Höpink (58.87) Annika Bruhn (54.67)                           | 4:00.16 |       |
| 12   | 2       | 7    | BLR Bielorrússia   | Anastasiya Shkurdai (1:00.64) Alina Zmushka (1:07.25) Anastasiya Kuliashova (57.37) Nastassia Karakouskaya (55.23) | 4:00.49 |       |
| 13   | 2       | 1    | HKG Hong Kong      | Toto Wong (1:01.61) Jamie Yeung (1:08.69) Siobhán Haughey (57.67) Camille Cheng (54.89)                            | 4:02.86 |       |
| 14   | 1       | 1    | RSA África do Sul  | Mariella Venter (1:01.03) Tatjana Schoenmaker (1:07.41) Erin Gallagher (59.76) Aimee Canny (54.82)                 | 4:03.02 |       |
| 15   | 2       | 8    | DEN Dinamarca      | Karoline Sørensen (1:02.53) Clara Rybak-Andersen (1:08.09) Emilie Beckmann (58.99) Signe Bro (54.43)               | 4:04.04 |       |
| 16   | 1       | 8    | ESP Espanha        | África Zamorano (1:01.78) Jessica Vall (1:07.37) Mireia Belmonte (1:00.88) Lidón Muñoz (54.11)                     | 4:04.14 |       |

### Final
As três equipes mais rápidas na final conquistaram as medalhas.
| Pos. | Raia | CON                | Nadadoras                                                                                                  | Tempo   | Notas            |
| ---- | ---- | ------------------ | --- | ------- | ---------------- |
| 01 ! | 3    | AUS Austrália      | Kaylee McKeown (58.01) Chelsea Hodges (1:05.57) Emma McKeon (55.91) Cate Campbell (52.11)                  | 3:51.60 | ,                |
| 02 ! | 5    | USA Estados Unidos | Regan Smith (58.05) Lydia Jacoby (1:05.03) Torri Huske (56.16) Abbey Weitzeil (52.49)                      | 3:51.73 |                  |
| 03 ! | 4    | CAN Canadá         | Kylie Masse (57.90) Sydney Pickrem (1:07.17) Maggie Mac Neil (55.27) Penny Oleksiak (52.26)                | 3:52.60 | Recorde nacional |
| 4    | 8    | CHN China          | Peng Xuwei (59.63) Tang Qianting (1:06.09) Zhang Yufei (55.39) Yang Junxuan (53.02)                        | 3:54.13 |                  |
| 5    | 2    | SWE Suécia         | Michelle Coleman (59.75) Sophie Hansson (1:05.67) Louise Hansson (56.12) Sarah Sjöström (52.73)            | 3:54.27 | Recorde nacional |
| 6    | 6    | ITA Itália         | Margherita Panziera (1:00.03) Martina Carraro (1:05.88) Elena Di Liddo (56.96) Federica Pellegrini (53.81) | 3:56.68 |                  |
| 7    | 1    | ROC                | Maria Kameneva (59.95) Evgeniia Chikunova (1:05.99) Svetlana Chimrova (56.70) Arina Surkova (54.29)        | 3:56.93 |                  |
| 8    | 7    | JPN Japão          | Anna Konishi (59.92) Kanako Watanabe (1:06.61) Rikako Ikee (57.92) Chihiro Igarashi (53.67)                | 3:58.12 |                  |

Legenda
| Recorde mundial      | Recorde mundial (World record)               |                       | Recorde africano                      | Recorde africano (African) |                                           | Q | Classificado por posição (Qualified) |
| Recorde olímpico     | Recorde olímpico (Olympic record)            | Recorde da América    | Recorde da América (Americas)         | q                          | Classificado por melhor tempo (Qualified) |   |                                      |
| Melhor marca do ano  | Melhor marca do ano (World leading)          | Recorde asiático      | Recorde asiático (Asian)              | DNS                        | Não largou (Did not start)                |   |                                      |
| Recorde nacional     | Recorde nacional (National record)           | Recorde europeu       | Recorde europeu (European)            | DNF                        | Não terminou (Did not finish)             |   |                                      |
| Recorde pessoal      | Recorde pessoal do atleta (Personal best)    | Recorde da Oceania    | Recorde da Oceania (Oceania)          | DSQ / DQ                   | Desclassificado (Disqualified)            |   |                                      |
| Recorde da temporada | Recorde da temporada do atleta (Season best) | Recorde sul-americano | Recorde sul-americano (South America) | NM                         | Sem marca (No mark)                       |   |                                      |